# Enscepastra lathraea
Enscepastra lathraea is een vlinder uit de familie smalvleugelmotten (Batrachedridae). De wetenschappelijke naam is voor het eerst geldig gepubliceerd in 1920 door Meyrick.
De soort komt voor in tropisch Afrika.